# Житкевич Анатолій Савич
Анатолій Савич Житкевич (народився 7 лютого 1940 в селі Дмитрашківка Піщанського району Вінницької області) — український поет-пісняр, композитор, педагог. Член НСПУ (2006), НСКУ (2016).

## Життєпис
Закінчив Тульчинський технікум культурно-освітніх працівників (Вінницька область, 1960; клас В. Катеніна), а після військової служби — музично-педагогічний факультет Дрогобицького педагогічного інституту (1968).
З 1968 викладав у Кам'янець-Подільському (Хмельницька область), від 1974 — у Тернопільському педагогічних інститутах.
1998 емігрував до Канади (Торонто).

## Творчість
Досліджує мистецько-музичну культуру й освіту Поділля 19–20 століть, українську музику в Канаді та США.
Автор понад 500 пісень для дітей і молоді. Співголова літературно-мистецького об'єднання «Слово» при НТШ (Торонто).
Упорядкував збірник для дітей «Пісенник для учнів початкових класів» (1998) та «Соловейку маленький» (2000).
Видав у Тернополі книжки власних пісень:
- «На крилах пісні» (1998),
- «Пісенний зорепад» (2002),
- «Тисяча скрипок» (2004),
- «Я серце в пісню переллю» (2006),
- «Співає чисте джерело» (2009).

Також у Тернополі видав збірку поезій «Обіймаю тебе любов'ю» (2009).